# Jaślików
Jaślików – wieś w Polsce położona w województwie lubelskim, w powiecie krasnostawskim, w gminie Krasnystaw.
W latach 1975–1998 miejscowość administracyjnie należała do województwa chełmskiego.
W miejscowości znajduje się Szkoła Podstawowa im. Batalionów Chłopskich w Jaślikowie.
Wieś stanowi sołectwo gminy Krasnystaw. Według Narodowego Spisu Powszechnego (III 2011 r.) wieś liczyła 450 mieszkańców.
Wierni Kościoła rzymskokatolickiego należą do parafii Matki Bożej Pocieszenia w Krasnymstawie.